# Kraft IV. (Hohenlohe-Weikersheim)

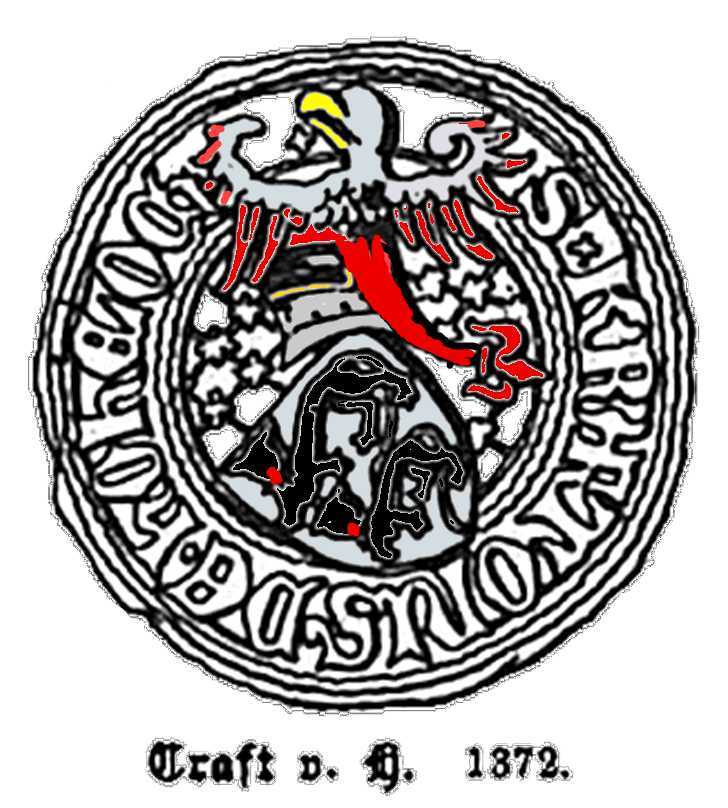
Wappen des Kraft von Hohenlohe nach einem Siegel von 1372

Kraft IV. von Hohenlohe-Weikersheim (* nach 1340; † 24. November 1399) war ein fränkischer Edelmann aus dem Haus Hohenlohe.

## Abstammung
Kraft IV. von Hohenlohe war einer der älteren von sieben Söhnen des fränkischen Edelmannes Kraft III. von Hohenlohe (* um 1315; † 1371) und dessen Frau Anna von Leuchtenberg († 11. Juni 1390), Tochter des Landgrafen Ulrich I. von Leuchtenberg (* 1293; † 1334). Außerdem hatte Kraft IV. noch zwei Schwestern.
Krafts IV. Vater hatte 1367 durch eine Verordnung festgelegt, dass die bisher im Haus Hohenlohe übliche unbegrenzten Erbteilung unter den Söhnen aufhören sollte. Er bestimmte, dass von seinen Söhnen lediglich die beiden ältesten Kraft IV. und Gottfried III. im zu vererbenden Territorium herrschen durften und die jüngeren Söhne Kleriker oder Ordensritter werden sollten, so dass sie dann auf Grund des Zölibats keinen weiteren Nachwuchs haben konnten.

## Herrschaft
1371 hatten die Brüder Kraft IV. und Gottfried III. in den väterlichen Territorien die Herrschaft übernommen, aber Gottfried III. resignierte schon im Jahre 1379 und überließ seinen Herrschaftsanteil dem jüngeren Bruder Ulrich, der seit 1372 Domherr in Würzburg war. Dafür erhielt Gottfried III. ein Jahreseinkommen von 200 Gulden. Gottfried III. war ab dem Jahre 1400 Mönch im Stift Engelszell und starb 1413. 

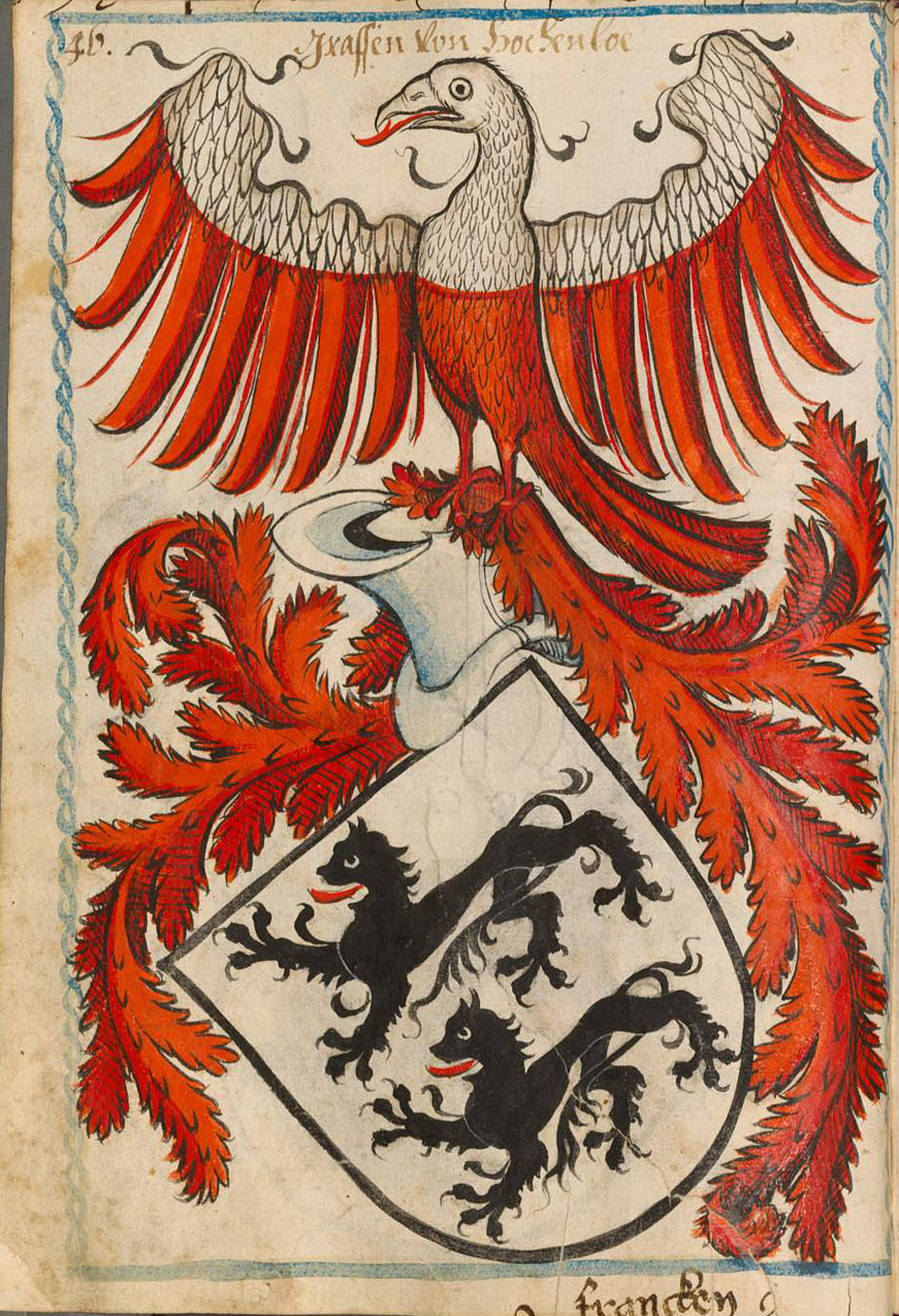
Wappen der Herren von Hohenlohe im Scheiblerschen Wappenbuch

Im Konflikt des Kaisers Karl IV. mit dem Schwäbischen Städtebund unterstützte Kraft IV. das Reichsoberhaupt und geriet somit auch ins Visier des Städtebunds. Ein Jahr nach dem Tod des Kaisers kam es im Herbst 1379 zur Belagerung der Stadt Crailsheim, die sich im Besitz des Hauses Hohenlohe befand. Auf Grund des Einfallsreichtums ihrer Bewohner konnte die belagerte Stadt die Angreifer von der Aussichtslosigkeit einer baldigen Kapitulation überzeugen, so dass die Feinde am 17. Februar 1380 die Belagerung der Stadt abbrachen und abzogen. Die weiteren Jahre der Herrschaft von Kraft IV. und Ulrich waren seit 1380 geprägt durch wenig ergiebige wirtschaftliche Vorausschau, wie auch der römisch-deutsche König Wenzel, zu dessen Räten Kraft IV. zählte, keine glückliche Hand hatte. Die geerbte Substanz des Hauses Hohenlohe wurde geschmälert durch Verpfänden, Verkaufen und Verschwendung. So ging zum Beispiel Crailsheim ab 1387 durch mehrmalige Verpfändungen dem Haus Hohenlohe 1399 endgültig verloren. Als Kraft IV. 1399 verstorben war, setzte Ulrich die Misswirtschaft noch bis 1407 fort, ehe auch er ohne Nachwuchs starb. Die Bewahrung des Hauses Hohenlohe vor dem Aussterben erfolgte durch Krafts jüngsten Bruder Albrecht I. (Hohenlohe-Weikersheim) und dessen Gemahlin Elisabeth von Hanau († 1475).

## Familie
Kraft IV. heiratete in erster Ehe vor dem 28. Oktober 1370 Agnes von Ziegenhain († 23. März 1374), Tochter des Grafen Gottfried VII. von Ziegenhain († 1372) und der Agnes von Falkenstein († 1376). Kraft IV. Frau Agnes war eine Schwester des Grafen Gottfried VIII. von Ziegenhain, dessen kinderloser Sohn Johann II. nach seinem Tod Bedeutung für den Hohenloher Grafentitel erlangen sollte. In zweiter Ehe war Kraft IV. vor dem 23. März 1374 verheiratet mit Elisabeth von Sponheim-Bolanden († 1381), Tochter des Grafen Heinrich II. von Sponheim-Bolanden und der Adelheid von Katzenelnbogen († 1397). 
Aus der Ehe mit Elisabeth von Sponheim-Bolanden gingen zwei Kinder hervor: 
- Kraft, Domherr in Würzburg († 25. Mai 1405)
- Anna († 11. Oktober 1410), Erbin von Kirchheimbolanden und Stauf ⚭ 1385 Graf Philipp von Nassau-Saarbrücken-Weilburg († 2. Juli 1429).